# Kevin Feige
Kevin Feige (IPA: ˈfaɪgi; Boston, 1973. június 2. –) amerikai producer, aki a Marvel Studios elnöke, illetve a Marvel-moziuniverzum elsődleges producere 2007 óta. A filmek összesen több, mint 26.8 milliárd dollárt hoztak a pénztáraknál világszerte, így ő a legjobban kereső producer.
A Producers Guild of America tagja.

## Élete
Bostonban született, és a New Jersey állambeli Westfield-ben nevelkedett. Tizennyolc éves koráig New Jersey-ben élt. A Westfield High School tanulójaként érettségizett. Anyai nagyapja, Robert E. Short televíziós producer volt az ötvenes években. Olyan szappanoperákon dolgozott, mint a The Guiding Light és az As the World Turns.
Középiskola után a University of Southern California School of Cinematic Artsra jelentkezett. Feige kedvenc rendezői: George Lucas, Ron Howard és Robert Zemeckis is itt tanultak.

## Magánélete
Felesége Caitlin szülésznő, akivel 2007 körül kötött házasságot. Egy lányuk és egy fiuk van.

## Filmográfia

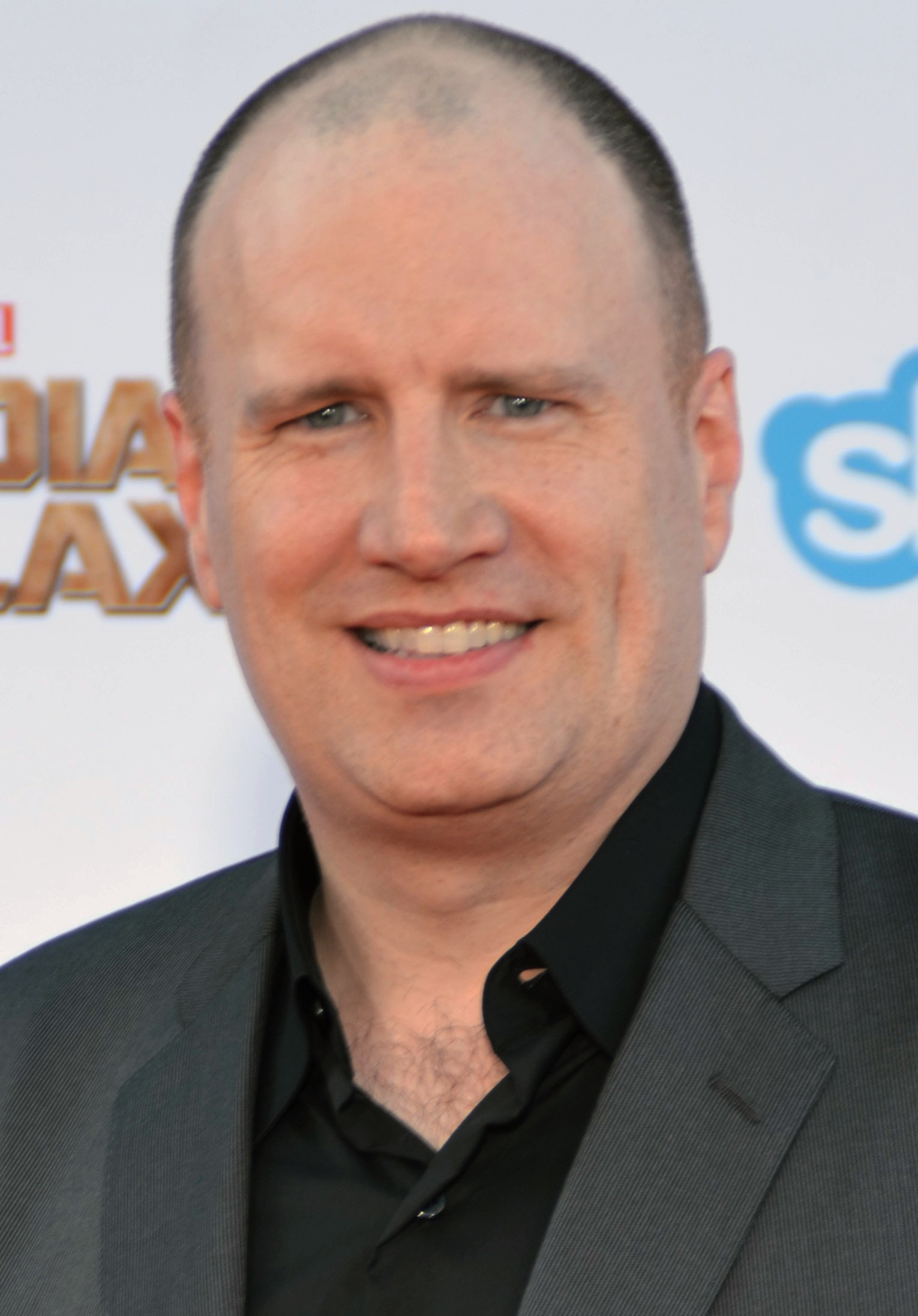
A galaxis őrzői premierjén 2014 júliusában

### Film
| Év   | Magyar cím                               | Eredeti cím                                 | Megjegyzés             |
| ---- | ---------------------------------------- | ------------------------------------------- | ---------------------- |
| 1997 | Tűzhányó                                 | Volcano                                     | produkciós asszisztens |
| 1998 | A szerelem hálójában                     | You've Got Mail                             | produkciós asszisztens |
| 2000 | X-Men – A kívülállók                     | X-Men                                       | társ-producer          |
| 2002 | Pókember                                 | Spider-Man                                  | társ-producer          |
| 2003 | Daredevil – A fenegyerek                 | Daredevil                                   | társ-producer          |
| 2003 | X-Men 2.                                 | X2                                          | társ-producer          |
| 2003 | Hulk                                     | Hulk                                        | vezető producer        |
| 2004 | A megtorló                               | The Punisher                                | vezető producer        |
| 2004 | Pókember 2.                              | Spider-Man 2                                | vezető producer        |
| 2005 | Valami van odalent                       | Man-Thing                                   | vezető producer        |
| 2005 | Elektra                                  | Elektra                                     | társ-producer          |
| 2005 | Fantasztikus Négyes                      | Fantastic Four                              | vezető producer        |
| 2006 | X-Men: Az ellenállás vége                | X-Men: The Last Stand                       | vezető producer        |
| 2007 | Pókember 3.                              | Spider-Man 3                                | vezető producer        |
| 2007 | A Fantasztikus Négyes és az Ezüst Utazó  | Fantastic Four: Rise of the Silver Surfer   | vezető producer        |
| 2008 | Az új Bosszúállók: A holnap hősei        | Next Avengers: Heroes of Tomorrow           | vezető producer        |
| 2008 | A megtorló: Háborús övezet               | Punisher: War Zone                          | vezető producer        |
| 2008 | A Vasember                               | Iron Man                                    |                        |
| 2008 | A hihetetlen Hulk                        | The Incredible Hulk                         |                        |
| 2009 | Hulk Vs.                                 | Hulk Versus                                 | vezető producer        |
| 2010 | Vasember 2.                              | Iron Man 2                                  |                        |
| 2011 | Thor                                     | Thor                                        |                        |
| 2011 | Amerika Kapitány: Az első bosszúálló     | Captain America: The First Avenger          |                        |
| 2011 | Thor: Asgard meséi                       | Thor: Tales of Asgard                       | vezető producer        |
| 2012 | A csodálatos Pókember                    | The Amazing Spider-Man                      | vezető producer        |
| 2012 | A bosszúállók                            | The Avengers                                |                        |
| 2013 | Vasember 3.                              | Iron Man 3                                  |                        |
| 2013 | Thor: Sötét világ                        | Thor: The Dark World                        |                        |
| 2014 | Amerika Kapitány: A tél katonája         | Captain America: The Winter Soldier         |                        |
| 2014 | A galaxis őrzői                          | Guardians of the Galaxy                     |                        |
| 2015 | Bosszúállók: Ultron kora                 | Avengers: Age of Ultron                     |                        |
| 2015 | A Hangya                                 | Ant-Man                                     |                        |
| 2016 | Amerika Kapitány: Polgárháború           | Captain America: Civil War                  |                        |
| 2016 | Doctor Strange                           | Doctor Strange                              |                        |
| 2017 | A galaxis őrzői vol. 2.                  | Guardians of the Galaxy Vol. 2              |                        |
| 2017 | Pókember: Hazatérés                      | Spider-Man: Homecoming                      |                        |
| 2017 | Thor: Ragnarök                           | Thor: Ragnarok                              |                        |
| 2018 | Fekete Párduc                            | Black Panther                               |                        |
| 2018 | Bosszúállók: Végtelen háború             | Avengers: Infinity War                      |                        |
| 2018 | A Hangya és a Darázs                     | Ant-Man and the Wasp                        |                        |
| 2019 | Marvel Kapitány                          | Captain Marvel                              |                        |
| 2019 | Bosszúállók: Végjáték                    | Avengers: Endgame                           |                        |
| 2019 | Pókember: Idegenben                      | Spider-Man: Far From Home                   |                        |
| 2021 | Fekete Özvegy                            | Black Widow                                 |                        |
| 2021 | Shang-Chi és a tíz gyűrű legendája       | Shang-Chi and the Legend of the Ten Rings   |                        |
| 2021 | Örökkévalók                              | Eternals                                    |                        |
| 2021 | Pókember: Nincs hazaút                   | Spider-Man: No Way Home                     |                        |
| 2022 | Doctor Strange az őrület multiverzumában | Doctor Strange in the Multiverse of Madness |                        |
| 2022 | Thor: Szerelem és mennydörgés            | Thor: Love and Thunder                      |                        |
| 2022 | Fekete Párduc 2.                         | Black Panther: Wakanda Forever              |                        |
| 2023 | A Hangya és a Darázs: Kvantumánia        | Ant-Man and the Wasp: Quantumania           |                        |
| 2023 | A galaxis őrzői: 3. rész                 | Guardians of the Galaxy Vol. 3              |                        |
| 2023 | Marvelek                                 | The Marvels                                 |                        |

### Televízió
| Év        | Magyar cím                           | Eredeti cím                                 | Megjegyzés  |
| --------- | ------------------------------------ | ------------------------------------------- | ----------- |
| 2009      | X-Men - Az újrakezdés                | Wolverine and the X-Men                     | 26 epizód   |
| 2009–2012 | Vasember kalandjai                   | Iron Man: Armored Adventures                | 52 epizód   |
| 2015–2016 | Carter ügynök                        | Agent Carter                                | 18 epizód   |
| 2021      | WandaVízió                           | WandaVision                                 | 9 epizód    |
| 2021      | A Sólyom és a Tél Katonája           | The Falcon and the Winter Soldier           | 6 epizód    |
| 2021–2023 | Loki                                 | Loki                                        | 12 epizód   |
| 2021–     | Mi lenne, ha…?                       | What If...?                                 | 18 epizód   |
| 2021      | Sólyomszem                           | Hawkeye                                     | 6 epizód    |
| 2022      | Holdlovag                            | Moon Knight                                 | 6 epizód    |
| 2022      | Ms. Marvel                           | Ms. Marvel                                  | 6 epizód    |
| 2022      | Én vagyok Groot                      | I Am Groot                                  | 10 epizód   |
| 2022      | Amazon: Ügyvéd                       | She-Hulk: Attorney at Law                   | 9 epizód    |
| 2022      | Éjjeli Vérfarkas                     | Werewolf by Night                           | különkiadás |
| 2022      | A galaxis őrzői – Ünnepi különkiadás | The Guardians of the Galaxy Holiday Special | különkiadás |
| 2023      | Titkos invázió                       | Secret Invasion                             | 6 epizód    |
| 2024      | Echo                                 | Echo                                        | 5 epizód    |
| 2024      | Mindvégig Agatha                     | Agatha All Along                            | 10 epizód   |
| 2025      | Daredevil: Újjászületés              | Daredevil: Born Again                       | 18 epizód   |

### Rövidfilmek
| Év   | Magyar cím              | Eredeti cím                                        | Megjegyzés       |
| ---- | ----------------------- | -------------------------------------------------- | ---------------- |
| 2011 | A tanácsadó             | The Consultant                                     | Marvel kisfilmek |
| 2011 | Útban Thor pörölyéért   | A Funny Thing Happened on the Way to Thor's Hammer | Marvel kisfilmek |
| 2012 | A 47-es                 | Item 47                                            | Marvel kisfilmek |
| 2013 | Carter ügynök           | Agent Carter                                       | Marvel kisfilmek |
| 2014 | Köszöntsétek a királyt! | All Hail The King                                  | Marvel kisfilmek |